# Chan-šan (básník)
Chan-šan (tj. Ledová hora) byl čínský básník, žijící v době dynastie Tchang. O jeho životě neexistují žádné podložené informace, není jasné, kdo to byl, kdy žil ani zda vůbec žil. Měl žít v odlehlé oblasti a své básně psát na skály, dochovalo se přibližně 300 textů. Jeho básně se staly populárními až po jeho smrti, postupně vycházely v různých sbírkách a byly hojně napodobovány. V češtině vyšly dva výbory z jeho díla, Nad nefritovou tůní jasný svit (Odeon, 1987; přel. Marta Ryšavá) a Básně z Ledové hory (DharmaGaia, 1996, 1998, 2012; přel. Alena Bláhová a Olga Lomová; překlad vychází z německého překladu, s přihlédnutím k čínskému originálu). Již v roce 1971 vyšly ukázky jeho díla v antologii Tao texty staré Číny od Oldřicha Krále. Překlady do angličtiny se zabýval mj. básník Gary Snyder, Chan-šan je zmiňován i v Keroacově knize Dharmoví tuláci, kde je Snyder jednou z hlavních postav.